# Списък на опери
- „8:30 часът“ – Джордж Гершуин (1918)[1]
- „135-а улица“ – Джордж Гершуин (1923)[1]

## А
- „Абарис“ – Жан-Филип Рамо (1760)[1]
- „Абу Хасан“ – Карл Мария фон Вебер (1811)[1]
- „Агрипина“ – Георг Фридрих Хендел (1710)[1]
- „Аделаид Бургундска“ – Джоакино Росини[1]
- „Аделия“ – Гаетано Доницети (1841)[1]
- „Аделсон и Салвини“ – Винченцо Белини (1825)[1]
- „Адина, или багдадският халиф“ – Джоакино Росини[1]
- „Адис и Галатея“ – Жан-Батист Люли (1686)[1]
- „Адмет“ – Георг Фридрих Хендел (1727)
- „Адмирали или загубеният процес“ – Джакомо Майербер и абат Фоглер (1811)[1]
- „Адонис“ – Клаудио Монтеверди[1]
- „Адриано в Сирия“ – Луиджи Керубини (1782)[1]
- „Аида“ – Джузепе Верди (1871)[1]
- „Ако бях цар“ – Адолф Адам (1852)[1]
- „Алаар от Гранада“ – Гаетано Доницети (1826)[1]
- „Албена“ – Парашкев Хаджиев (1962)[1]
- „Алберт Херинг“ – Бенджамин Бритън (1947)[1]
- „Алеко“ – Сергей Рахманинов (1892)[1]
- „Александър“ – Георг Фридрих Хендел (1726)[1]
- „Александър в Индия“ – Николо Пичини (1758)[2]
- „Александър в Индия“ – Доменико Чимароза (1781)[1]
- „Александър в Индия“ – Луиджи Керубини (1784)[1][1]
- „Александър в Индия“ – Франческо Бианки (1785)[3]
- „Алесандро Страдела“ – Фридрих Флотов (1844)
- „Алимелек, или двамата халифи“ – Джакомо Майербер (1813)[1]
- „Алзира“ – Николо Дзингарели (1794)[4]
- „Алзира“ – Франческо Бианки (1801)[3]
- „Алзира“ – Джузепе Верди (1845)[1]
- „Али Баба и 40-те разбойници“ – Луиджи Керубини (1795)[1]
- „Алина“ – Гаетано Доницети (1829)[1]
- „Али паша Янински“ (Французи в Албания) – Густав Алберт Лорцинг (1824)[1]
- „Алмира“ (Превратностите на съдбата) – Георг Фридрих Хендел (1705)[1]
- „Алонсо и Кора“ – Франческо Бианки (1786)[5]
- „Алонсо и Кора“ – Йохан Симон Майер (1803)[5]
- „Алсина“ – Николо Дзингарели (1785)[4]
- „Алфред“ – Антонин Дворжак (1870)[1]
- „Алцек“ – маестро Георги Атанасов (1930)[1]
- „Алцеста“ – Жан-Батист Люли (1674)[1]
- „Алцеста“ – Кристоф Глук (1776)[1]
- „Алцина“ – Георг Фридрих Хендел (1735)[1]
- „Амадис“ – Жан-Батист Люли (1684)[1]
- „Амадис“ – Георг Фридрих Хендел (1715)[1]
- „Амадис“ – Жул Масне[1]
- „Амблето“ – Доменико Скарлати (1715)[1]
- „Амика“ – Пиетро Маскани (1905)[1]
- „Анакреон“ (Любовта на беглянката) – Луиджи Керубини (1803)[1]
- „Аналинда“ – Алесандро Скарлати (1695)[1][1]
- „Ан Болейн“ – Гаетано Доницети (1830)
- „Анджело“ – Цезар Кюи (1875)[1]
- „Анибал в Торино“ – Николо Дзингарели (1792)[4]
- „Андреас Хофер“ – Густав Алберт Лорцинг (1832)[1]
- „Андромеда“ – Николо Дзингарели (1796)[4]
- „Анонимното писмо“ – Гаетано Доницети (1822)[1]
- „Антигона“ – Кристоф Глук (1756)[1]
- „Антигона“ – Николо Дзингарели (1790)[4]
- „Антигона“ – Франческо Бианки (1802)[3]
- „Антигона 43“ – Любомир Пипков (1961)[1]
- „Антигоно“ – Николо Дзингарели (1785)[4]
- „Антонио Фоскарини“ – Микеле Пучини[6]
- „Апис“ – Лео Делиб (1865)[1]
- „Аполон и Хиацинта“ – Волфганг Амадеус Моцарт (1767)[1]
- „Аптекарят“ – Йозеф Хайдн[1]
- „Арабела“ – Рихард Щраус (1932)[1]
- „Ариадна“ – Клаудио Монтеверди (1608)[1]
- „Ариадна“ – Георг Фридрих Хендел (1734)[1]
- „Ариадна в Наксос“ – Рихард Щраус (1916)[1]
- „Ариана“ – Жул Масне (1906)[1]
- „Ариоданте“ – Георг Фридрих Хендел (1735)[1]
- „Арлекин“ – Феручо Бузони (1916)[1]
- „Армида“ – Жан-Батист Люли (1686)[1]
- „Армида“ – Антонио Салиери (1771)[1]
- „Армида“ – Кристоф Глук (1777)[1]
- „Армида“ – Йозеф Хайдн (1783)[1]
- „Армида – Николо Дзингарели (1786)[4]
- „Армида“ – Франческо Бианки (1802)[3]
- „Армида“ – Джоакино Росини[1]
- „Армида“ – Антонин Дворжак (1903)[1]
- „Арминий“ – Георг Фридрих Хендел (1737)[1]
- „Арминио“ – Франческо Бианки (1790)[3]
- „Аролдо“ (преработка на „Стифелио“) – Джузепе Верди (1857)[1]
- „Арсакс“ – Кристоф Глук (1743)[1]
- „Артаксеркс“ – Доменико Чимароза (1785)[1]
- „Артаксеркс“ – Николо Дзингарели (1789)[4]
- „Артамена“ – Кристоф Глук (1746)[1]
- „Артемизия“ – Доменико Чимароза (1801, недовършена)[1]
- „Артемизия, царица на Кария“ – Доменико Чимароза (1798)[1]
- „Артаксеркс“ – Кристоф Глук (1741)[1]
- „Асканио“ – Камий Сен-Санс (1890)[1]
- „Асмодей“ („Новият куц дявол“) – Йозеф Хайдн (1751)[1]
- „Астрологът“ – Франческо Бианки (1782)[3]
- „Аталанта“ – Георг Фридрих Хендел (1735)[1]
- „Аталанта“ – Николо Дзингарели (1792)[4]
- „Атила“ – Джузепе Верди (1846)[1]
- „Атилио Реголо“ – Доменико Чимароза (1797)[1]
- „Атис“ – Жан-Батист Люли (1676)[1]
- „Атис“ – Николо Пичини (1780)[2]
- „Аурелиано в Палмира“ – Джоакино Росини[1]
- „Африканката“ – Джакомо Майербер (1842)[1]
- „Ахил в Скирос“ – Джовани Паизиело (1774)[1]
- „Ахил и Скирос“ – Луиджи Керубини (1804)[1]
- „Ахил при обсадата на Троя“ – Доменико Чимароза (1797)[1]
- „Ахо в затруднение“ – Гаетано Доницети (1824)[1]
- „Ацис“ – Йозеф Хайдн (1762)[1]

## Б
- „Бакхус“ – Жул Масне (1910)[1]
- „Балдовино“ – Николо Дзингарели (1811)[4]
- „Балкис – савската царица“ – Оторино Респиги[1]
- „Бал с маски“ – Джузепе Верди (1859)[1]
- „Бастиен и Бастиена“ – Волфганг Амадеус Моцарт (1768)[1]
- „Беата“ – Станислав Монюшко (1870)[1]
- „Беатриче и Бенедикт“ – Ектор Берлиоз (1862)[1]
- „Беатриче от Тенда“ – Винченцо Белини (1833)[1]
- „Бедата на сърцата“ – Доменико Чимароза (1792)[1]
- „Безочливият щастливец“ – Доменико Чимароза (1797)[1]
- „Безродният зет“ (преработка на „Фрол Скобеев“) – Тихон Хренников (1967)[1]
- „Белиарио“ – Гаетано Доницети (1836)[1]
- „Белорофон“ – Жан-Батист Люли[1]
- „Белфагор“ – Оторино Респиги (1923)[1]
- „Бенвенуто Челини“ – Ектор Берлиоз (1837)[1]
- „Беренис, кралицата на Армения“ – Николо Дзингарели (1811)[4]
- „Берениче“ – Георг Фридрих Хендел (1737)[1]
- „Берениче, царицата на Египет“ – Доменико Скарлати (1718)[1]
- „Берлинската гризетка“ – Густав Алберт Лорцинг[1]
- „Бесният от остров Сан Доминго“ – Гаетано Доницети (1833)[1]
- „Бетли“ – Станислав Монюшко (1852)[1]
- „Беше и ще бъде“ – Винченцо Белини (1834)[1]
- „Бианка и Фалеро“ – Джоакино Росини[1]
- „Бианка и Фернандо“ – Винченцо Белини (1825)[1]
- „Били Бъд“ – Бенджамин Бритън (1951)[1]
- „Бланш от Прованс“ – Луиджи Керубини (1821)[1]
- „Биондолина“ – Доменико Чимароза (1781)[1]
- „Битият любовник от жените“ – Доменико Чимароза (1781)[1]
- „Битката при Леняно“ – Джузепе Верди (1849)[1]
- „Бланик“ – Зденек Фибих (1877)[1]
- „Блудният син“ (телевизионна опера) – Бенджамин Бритън (1968)[7]
- „Болярката Вера Шелога“ – Николай Римски-Корсаков (1898)[1]
- „Борис Годунов“ – Модест Мусоргски (1869)(преработка – 1872)[1]
- „Борислав“ – маестро Георги Атанасов (1911)[1]
- „Бохеми“ – Джакомо Пучини (1896)[1]
- „Бохеми (Животът в Латинския квартал)“ – Руджеро Леонкавало (1897)[1]
- „Боянският майстор“ – Константин Илиев[1]
- „Бракониерът“ – Густав Алберт Лорцинг (1842)[1]
- „Бранденбургци в Чехия“ – Бедржих Сметана (1863)[1]
- „Брачен договор“ – Доменико Чимароза (1780)[1]
- „Брачната полица“ – Джоакино Росини[1]
- „Буковин“ – Зденек Фибих (1871)[1]
- „Буря“ – Хенри Пърсел (1695)[1]
- „Буря“ – Зденек Фибих (1894)[1]

## В
- „Валкирия“ („Валкюра“) (втора част от „Пръстенът на нибелунгите“) – Рихард Вагнер (1856)[1]
- „Ванда“ – Антонин Дворжак (1875)[1]
- „Варвари“ – Камий Сен-Санс (1901)[1]
- „В бурята“ – Тихон Хренников (1939)[1]
- „В долината“ – Ойген д'Албер (1903)[1]
- „Великден“ – Гаетано Доницети (1823)[1]
- „Великият адмирал“ – Густав Алберт Лорцинг (1847)[1]
- „Великодушните неприятели“ – Доменико Чимароза (1796)[1]
- „Венера и Адонис“ – Франческо Бианки (1781)[3]
- „Венециански карнавал“ – Амброаз Тома (1857)[1]
- „Венециански панаир“ – Антонио Салиери (1780)[1]
- „Верният пастир“ – Георг Фридрих Хендел (1712)[1]
- „Вертер“ – Жул Масне (1886)[1]
- „Веселата митология“ („Любовта на Даная“) – Рихард Щраус (1940)[1]
- „Веселите уиндзорки“ – Ото Николай (1849)[1]
- „Вестник“ – Джоакино Росини[1]
- „Вилиси“ – Джакомо Пучини (1884)[1]
- „Вилхелм Тел“ – Джоакино Росини[1]
- „Виола“ (незавършена) – Бедржих Сметана (1884)[1]
- „Владимир“ – Доменико Чимароза (1787)[1]
- „Влюбената балерина“ – Доменико Чимароза (1782)[1]
- „Влюбеният монах“ – Джовани Батиста Перголези (1732)[1]
- „В нощта на приятелството“ – Николо Дзингарели (1802)[4]
- „В огъня“ (Под Москва) – Дмитрий Кабалевски (1942)[1]
- „Водовоз“ – Луиджи Керубини (1800)[1]
- „Войвода“ – Пьотър Чайковски (1868)[1]
- „Война и мир“ – Сергей Прокофиев (1941) (преработка – 1952)[1]
- „Възвръщането на Отавия на трона“ – Доменико Скарлати (1703)[1]
- „Възнаградената вярност“ – Йозеф Хайдн (1780)[1]
- „Вълшебната флейта“ – Волфганг Амадеус Моцарт (1791)[1]
- „Вълшебният стрелец“ – Карл Мария фон Вебер (1820)[1]
- „Вълшебното дърво“ – Кристоф Глук (1759)[1]
- „Външността лъже“ – Доменико Чимароза (1784)[1]
- „Въртенето на винта“ – Бенджамин Бритън (1954)[1]
- „Вярващият“ – Доменико Чимароза (1786)[1]
- „Verbum nobile“ („Честна дума“) – Станислав Монюшко (1860)[1]

## Г
- „Габриела от Верджи“ – Гаетано Доницети (1826)[1]
- „Гай Марий“ – Франческо Бианки (1784)[3]
- „Галантни Индии“ (опера-балет) – Жан-Филип Рамо (1735)[1]
- „Гатиома“ – Оторино Респиги (1931)[1]
- „Геновева“ – Роберт Шуман (1848)[1]
- „Геновева, патронката на Париж“ (недовършена) – Жорж Бизе[1]
- „Гергана“ – маестро Георги Атанасов (1917)[1]
- „Гизела“ (незавършена) – Цезар Франк (1890)[1]
- „Глориана“ – Бенджамин Бритън (1953)[1]
- „Годеж в манастира“ – Сергей Прокофиев (1940)[1]
- „Голямо кралско дивертименто“ – Жан-Батист Люли[1]
- „Гордият пленник“ – Джовани Батиста Перголези (1733)[1]
- „Горюша“ – Антон Рубинщайн (1888)[1]
- „Господин дьо Пурсоняк“ – Жан-Батист Люли (1669)[1]
- „Госпожица Фифи“ – Цезар Кюи (1903)[1]
- „Гофредо Мамели“ – Руджеро Леонкавало (1916)[1]
- „Град без огън“ – Рихард Щраус (1901)[1]
- „Градинска беседка“ – Амброаз Тома (1853)[1]
- „Графиня“ – Станислав Монюшко (1859)[1]
- „Граф Ори“ – Джоакино Росини[1]
- „Графът на Салданя“ – Николо Дзингарели (1794)[4]
- „Гризела“ – Алесандро Скарлати (1721)[1]
- „Гулда“ – Цезар Франк (1885)[1]
- „Гунтрам“ – Рихард Щраус (1893)[1]
- „Гуслата на емира“ – Жорж Бизе (1857)[1]
- „Гълъбицата“ – Шарл Гуно (1860)[1]

## Д
- „Далибор“ – Бедржих Сметана (1867)[1]
- „Дама пика“ – Пьотър Чайковски (1890)[1]
- „Данаиди“ – Антонио Салиери (1784)[1]
- „Дарданус“ – Жан-Филип Рамо (1739)[1]
- „Дафна“ – Рихард Щраус (1937)[1]
- „Двамата барони от Рока“ – Доменико Чимароза (1783)[1]
- „Двамата ловци“ – Густав Алберт Лорцинг (1835)[1]
- „Двамата предполагаеми графове“ –Доменико Чимароза (1784)[1]
- „Двамата племенници“ – Феликс Менделсон Бартолди (1819)[1]
- „Двамата Фоскари“ – Джузепе Верди (1844)[1]
- „Двете вдовици“ – Бедржих Сметана (1874)[1]
- „Двойната сватба“ – Хенри Пърсел[1]
- „Двойната стълба“ – Амброаз Тома (1838)[1]
- „Дева Мария на слънце“ – Доменико Чимароза (1788)[1]
- „Девойката в кулата“ – Ян Сибелиус (1896)[1]
- „Девойката от езерото“ – Джоакино Росини[1]
- „Делото Макропулос“ – Леош Яначек (1925)[1]
- „Деидамия“ – Георг Фридрих Хендел (1741)[1]
- „Деметрио“ („Клеонис“) – Кристоф Глук (1742)[1]
- „Деметрио“ – Джовани Паизиело (1765)[1]
- „Деметрио“ – Франческо Бианки (1774)[3]
- „Деметрио“ – Луиджи Керубини (1784)[1]
- „Деметрио и Полибио“ – Джоакино Росини[1]
- „Демон“ – Антон Рубинщайн (1871)[1]
- „Демофон“ – Луиджи Керубини (1788)[1]
- „Демофонте“ – Кристоф Глук (1742)[1]
- „Денят на Замора“ – Шарл Гуно (1881)[1]
- „Денят на мира“ – Рихард Щраус (1936)[1]
- „Детето и чудесата“ (опера-балет) – Морис Равел (1920)[1]
- „Децата на степта“ – Антон Рубинщайн (1860)[1]
- „Джамиле“ – Жорж Бизе (1871)[1]
- „Джанбатиста Катани“ – Микеле Пучини[6]
- „Джани от Париж“ – Гаетано Доницети (1831)[1]
- „Джани Скики“ (трета част от триптиха „Мантията“) – Джакомо Пучини (1918)[1]
- „Джанина и Бернардоне“ – Доменико Чимароза (1781)[1]
- „Джема от Верджи“ – Гаетано Доницети (1834)[1]
- „Джиунто Бруно“ –Доменико Чимароза (1783)[1]
- „Джокондата“ – Амилкаре Понкиели (1876)[6]
- „Джулио Сабино“ – Франческо Бианки (1772)[8]
- „Дзадза“ – Руджеро Леонкавало (1900)[1]
- „Дивият ловец“ – Густав Алберт Лорцинг (1844)[1]
- „Дидона“ – Николо Пичини (1783)[2]
- „Дидона и Еней“ (по Хенри Пърсел) – Бенджамин Бритън[1]
- „Дидона и Еней“ – Хенри Пърсел (1685)[1]
- „Димитрий“ – Антонин Дворжак (1882)[1]
- „Динора, или празник в Плоермел“ – Джакомо Майербер (1859)[1]
- „Диоклециан“ – Хенри Пърсел[1]
- „Директорът на театъра“ – Волфганг Амадеус Моцарт (1786)[1]
- „Длъжността на първата заповед“ (опера-оратория) – Волфганг Амадеус Моцарт, Йозеф Хайдн и Аделгасер (1767)[1]
- „Добрата дъщеря“ – Николо Пичини (1760)[2]
- „Доктор Фауст“ (заключителната сцена завършена от Филип Ярнах) – Феручо Бузони (1925)[1]
- „Дон Жуан“ – Волфганг Амадеус Моцарт (1787)[1]
- „Дон Карлос“ – Джузепе Верди (1867)[1]
- „Дон Карлос“ (нова редакция) – Джузепе Верди (1884)[1]
- „Дон Кихот“ – Джовани Паизиело (1769)[1]
- „Дон Кихот“ – Жул Масне (1910)[1]
- „Дон Паскуале“ – Гаетано Доницети (1843)[1]
- „Дон Прокопио“ – Жорж Бизе (1859)[1]
- „Дон Себастиян“ –Гаетано Доницети (1843)[1]
- „Дон Цезар Базански“ – Жул Масне (1872)[1]
- „Дук д'Алба“ – Гаетано Доницети[1]
- „Дукесата от Гюиз“ – Фридрих Флотов (1834)[1]
- „Дърводелецът“ – Доменико Чимароза (1781)[1]
- „Дърводелецът от Ливония, или Петър Велики“ – Гаетано Доницети (1819)[1]
- „Дъщерята на полка“ –Гаетано Доницети (1840)[1]
- „Дяволската стена“ – Бедржих Сметана (1882)[1]
- „Дяволът вилнее“ – Кристоф Глук (1759)[1]
- „Дяволът и Кача“ – Антонин Дворжак (1889)[1]

## Е
- „Евгений Онегин“ – Пьотър Чайковски (1878)[1]
- „Еврианта“ – Карл Мария фон Вебер (1823)[1]
- „Египетската Елена“ – Рихард Щраус (1927)[1]
- „Едгар“ – Джакомо Пучини (1889)[1]
- „Едип“ – Джордже Енеску (1932)[1]
- „Едип в Колон“ – Николо Дзингарели (1802)[4]
- „Едип цар“ – Руджеро Леонкавало (1920)[1]
- „Едип цар“ (опера-оратория) – Игор Стравински (1927)[1]
- „Едуард и Кристина“ – Джоакино Росини[1]
- „Езуле от Рим“ – Гаетано Доницети (1828)[1]
- „Екстравагантният англичанин“ – Франческо Бианки (1785)[3]
- „Елвира“ –Гаетано Доницети (1826)[1]
- „Електра“ – Рихард Щраус (1909)[1]
- „Елена“ – Камий Сен-Санс (1904)[1]
- „Елиза“ („Пътешествие на ледника Сен Бернар“) – Луиджи Керубини (1794)[1]
- „Елизабет в замъка Кенилуърт“ – Гаетано Доницети (1830)[1]
- „Елизабет, кралица английска“ – Джоакино Росини[1]
- „Ема“ („Затворничката“) – Луиджи Керубини (1799)[1]
- „Ема ди Ресбурго“ – Джакомо Майербер (1819)[1]
- „Емили от Ливърпул“ – Гаетано Доницети (1824)[1]
- „Енрико II“ – Ото Николай (1839)[1]
- „Енрико, граф Бургундски“ –Гаетано Доницети (1818)[1]
- „Енцо“ – Оторино Респиги (1905)[1]
- „Епикур“ – Луиджи Керубини (1800)[1]
- „Ераклея“ – Алесандро Скарлати (1700)[1]
- „Ермиона“ – Джоакино Росини[1]
- „Ернани“ – Джузепе Верди (1844)[1]
- „Есклармонда“ – Жул Масне (1889)[1]
- „Есмералда“ – Александър Даргомижки (1841)[1]
- „Еснафът дворянин“ – Жан-Батист Люли (1670)[1]
- „Етиен Марсел“ – Камий Сен-Санс (1879)[1]
- „Ехо и Нарцис“ – Кристоф Глук (1779)[1]
- „Ецио“ – Георг Фридрих Хендел (1732)[1]
- Ецио – Кристоф Глук (1750)[1]

## Ж
- „Жакерия“ (завършена от А. Кокар) – Едуард Лало[1]
- „Жана д'Арк“ – Джузепе Верди (1845)[1]
- „Жан дьо Нивел“ – Лео Делиб (1880)[1]
- „Жената без сянка“ – Рихард Щраус (1918)[1]
- „Жената винаги се изплъзва“ – Доменико Чимароза (1786)[1]
- „Женитба“ (завършена от Иполитов-Иванов) – Модест Мусоргски (1868)[1]
- „Женски хитрости“ –Доменико Чимароза (1794)[1]
- „Женско царство“ – Веселин Стоянов (1935)[1]
- „Живот за царя“ („Иван Сусанин“) – Михаил Глинка (1836)[1]
- „Жил и Жиолин“ – Амброаз Тома (1874)[1]
- „Жонгльорът от Нотър дам“ – Жул Масне (1902)[1]
- „Жулиета и Ромео“ – Николо Дзингарели (1796)[4]
- „Жустино“ – Доменико Скарлати (1703)[1]
- „Жълтата принцеса“ – Камий Сен-Санс (1872)[1]
- „Жълтата шапчица“ – Станислав Монюшко (1842)[1]

## З
- „Забрана на любовта или послушницата от Палермо“ – Рихард Вагнер (1836)[1]
- „Завещанието на дядо“ – Витеслав Новак (1925)[1]
- „Завръщане от чужбина“ – Феликс Менделсон Бартолди (1829)[1]
- „Завръщането на дон Каландрино“ – Доменико Чимароза (1778)[1]
- „Завръщането на Ксеркс“ – Николо Дзингарели (1808)[4]
- „Завръщането на Одисей“ – Клаудио Монтеверди (1641)[1]
- „Залезът на боговете“ (четвърта част от „Пръстенът на нибелунгите“) – Рихард Вагнер (1874)[1]
- „Замъкът на инвалидите“ – Гаетано Доницети (1826)[1]
- „Замъкът на херцога Синята брада“ – Бела Барток[1]
- „Зането“ – Пиетро Маскани (1895)[1]
- „Запустялата воденица“ – маестро Георги Атанасов (1922)[1]
- „Зараиде от Гранада“ – Гаетано Доницети (1822)[1]
- „Заточеникът“ – Ото Николай (1841)[1]
- „Звиковско дяволче“ – Витеслав Новак (1914)[1]
- „Звънчето“ – Гаетано Доницети[1]
- „Зелмира“ – Джоакино Росини[1]
- „Земира“ – Франческо Бианки (1781)[5]
- „Зенобия“ – Николо Пичини (1756)[2]
- „Зигфрид“ (трета част от „Пръстенът на нибелунгите“) – Рихард Вагнер (1871)[1]
- „Златната ябълка“ – Парашкев Хаджиев (1971)[1]
- „Златното петле“ – Николай Римски-Корсаков (1907)[1]
- „Знамето от Гренада“ – Луиджи Керубини (1813)[1]
- „Зографът Захарий“ – Марин Големинов (1972)[1]
- „Зороастър“ – Жан-Филип Рамо (1749)[1]

## И
- „Ивайло“ – Марин Големинов (1958)[1]
- „Иван Грозни“ – Жорж Бизе (1866)[1]
- „Иванушка глупакът“ (детска) – Цезар Кюи (1916)[1]
- „Идалидо“ – Луиджи Керубини (1784)[1]
- „Идеал“ – Станислав Монюшко (1840)[1]
- „Идоменей – цар критски“ – Волфганг Амадеус Моцарт (1781)[1]
- „Изабо“ – Пиетро Маскани (1912)[1]
- „Избор на годеница“ – Феручо Бузони (1912)[1]
- „Известната Семирамида“ – Джакомо Майербер (1819)[1]
- „Изгнаникът от Гренада“ – Джакомо Майербер (1822)[1]
- „Изида“ – Жан-Батист Люли (1677)[1]
- „Изкуство против изкуството“ – Доменико Чимароза (1800)[1]
- „Излъганата невярност“ – Йозеф Хайдн (1773)[1]
- „Излъганият щастливец“ – Гаетано Доницети (1823)[1]
- „Измамената суета“ – Доменико Чимароза (1784)[1]
- „Измаменият кадия“ – Кристоф Глук (1761)[1]
- „Из мъртвия дом“ – Леош Яначек (1928)[1]
- „Изоставената Армида“ – Луиджи Керубини (1782)[1]
- „Имало едно време“ – Парашкев Хаджиев (1957)[1]
- „Именео“ – Георг Фридрих Хендел (1740)[1]
- „Импресариото в затруднение“ – Доменико Чимароза (1786)[1]
- „Индже“ – Боян Икономов[1]
- „Инес де Кастро“ – Франческо Бианки (1794)[3]
- Инес де Кастро – Николо Дзингарели (1798)[4]
- „Индра“ – Фридрих Флотов (1852)[1]
- „Интермецо“ – Рихард Щраус (1923)[1]
- „Иполит и Ариция“ – Жан-Филип Рамо (1733)[1]
- „Иполито“ – Кристоф Глук (1754)[1]
- „Ирена“ – Доменико Скарлати (1704)[1]
- „Ирис“ – Пиетро Маскани (1898)[1]
- „Иродиада“ – Жул Масне (1881)[1]
- „Исипиле“ – Кристоф Глук (1752)[1]
- „Испански час“ – Морис Равел (1907)[1]
- „Истинските приятели републиканците“ – Николо Дзингарели (1798)[4]
- „Истинско постоянство“ – Йозеф Хайдн (1776)[1]
- „Италианката в Алжир“ – Джоакино Росини[1]
- „Италианката в Лондон“ – Доменико Чимароза (1779)[1]
- Италианката в Лондон (недовършена) – Луиджи Керубини[1]
- „Ифигения в Авлида“ – Доменико Скарлати (1713)[1]
- Ифигения в Авлида – Кристоф Глук (1774)[1]
- Ифигения в Авлида – Николо Дзингарели (1787)[4]
- Ифигения в Авлида – Луиджи Керубини (1788)[1]
- „Ифигения н Таврида“ – Доменико Скарлати (1713)[1]
- Ифигения н Таврида – Кристоф Глук (1779)[1]
- „Ифигения в Таврида“ – Николо Пичини (1781)[2]

## Й
- „Йенуфа“ – Леош Яначек (1903)[1]
- „Йерусалим“ (преработка на „Ломбардци“) – Джузепе Верди (1847)[1]
- „Йоланта“ – Пьотър Чайковски (1891)[1]

## К
- „Кавалерът на розата“ – Рихард Щраус (1910)[1]
- „Кавказки пленник“ – Цезар Кюи (1858)[1]
- „Кадията“ – Амброаз Тома (1849)[1]
- „Казанова“ – Густав Алберт Лорцинг (1841)[1]
- „Каирската гъска“ (недовършена) – Волфганг Амадеус Моцарт[1]
- „Гай Марий“ – Доменико Чимароза (1781)[1]
- „Калто“ – Франческо Бианки (1788)[5]
- „Каменният гост“ (довършена от Кюи и Римски-Корсаков) – Александър Даргомижки (1869)[1]
- „Капелмайсторът“ – Доменико Чимароза (1800)[1]
- „Капитанската дъщеря“ – Цезар Кюи (1907)[1]
- „Капричио“ – Рихард Щраус (1941)[1]
- „Капулети и Монтеки“ – Винченцо Белини (1830)[1]
- „Карл – немски цар“ – Алесандро Скарлати (1716)[1]
- „Карл Смели“ – Артур Онегер (1943)[1]
- „Карлщайн“ – Витеслав Новак (1916)[1]
- „Карманьола“ („Французите обичат да се шегуват“) – Станислав Монюшко (1841)[1]
- „Кармен“ – Жорж Бизе (1875)[1]
- „Кармос и Хермио“ – Жан-Батист Люли[1]
- „Картоиграчът“ – Луиджи Керубини (1777)[1]
- Картоиграчът – Сергей Прокофиев (1916)[1]
- „Касия“ (завършена от Жул Масне) – Лео Делиб (1893)[1]
- „Кастор и Полукс“ – Жан-Филип Рамо (1737)[1]
- „Кастор и Полукс“ – Франческо Бианки (1779)[5]
- „Катерина Корнаро“ – Гаетано Доницети (1844)[1]
- „Катя Кабанова“ – Леош Яначек (1921)[1]
- „Кашчей Безсмъртни“ – Николай Римски-Корсаков (1902)[1]
- „Квинт Фабий“ – Луиджи Керубини (1780)[1]
- Квинт Фабий – Николо Дзингарели (1794)[4]
- „Кир“ – Алесандро Скарлати[1]
- „Кир“ („Сирое“) – Георг Фридрих Хендел (1728)[1]
- „Кир във Вавилония“ – Джоакино Росини[1]
- „Китайският идол“ – Джовани Паизиело (1764)[1]
- „Китайският герой“ – Доменико Чимароза (1782)[1]
- „Китайският сирак“ – Франческо Бианки (1787)[3]
- „Китайци“ – Кристоф Глук (1754)[1]
- „Китайци в Италия“ –Франческо Бианки (1793)[3]
- „Клеарк и Неграпонте“ – Алесандро Скарлати (1686)[1]
- „Клеопатра“ – Доменико Чимароза (1790)[1]
- „Клеопатра“ – Жул Масне[1]
- „Клетвата на Йефта“ – Джакомо Майербер (1812)[1]
- „Клитемнестра“ – Николо Дзингарели (1800)[4]
- „Кметът на Саардам“ – Гаетано Доницети (1828)[1]
- „Книгата на съдбата“ – Франческо Бианки (1806)[3]
- „Княз Игор“ (довършена от Николай Римски-Корсаков и Александър Глазунов) – Александър Бородин[1]
- „Ковачът на оръжия“ – Густав Алберт Лорцинг (1846)[1]
- „Който се облича за другите, бързо се съблича“ – Доменико Чимароза (1783)[1]
- „Кола Брюнон“ – Дмитрий Кабалевски (1937)[1]
- „Коледна вечер“ – Густав Алберт Лорцинг (1832)[1]
- „Коминочистачът“ – Антонио Салиери[1]
- „Конвито“ – Доменико Чимароза (1782)[1]
- „Конгресът на царете“ – Луиджи Керубини (1794)[1]
- „Копринената стълба“ – Джоакино Росини[1]
- „Корабокрушението на Медуза“ – Фридрих Флотов (1839)[1]
- „Коронацията на Попея“ – Клаудио Монтеверди (1642)[1]
- „Корсарят“ – Джузепе Верди (1848)[1]
- „Косара“ –маестро Георги Атанасов (1924)[1]
- „Котаракът в чизми“ (детска) – Цезар Кюи (1912)[1]
- „Крадливата сврака“ – Джоакино Росини[1]
- „Крал Артур“ – Хенри Пърсел (1691)[1]
- „Крал Артур“ (незавършена трилогия) – Исак Албениц[1]
- „Крал за един ден“ („Мнимият Станислав“) – Джузепе Верди (1840)[1]
- „Крал и въглищар“ – Антонин Дворжак (1871)[1]
- „Кралят на град Ис“ – Едуард Лало (1888)[1]
- „Кралят на Лахор“ – Жул Масне (1877)[1]
- „Кралят пастир|“ – Кристоф Глук (1756)[1]
- „Кралят пастир|“ – Волфганг Амадеус Моцарт (1775)[1]
- „Кратък живот“ – Мануел де Файя (1913)[1]
- „Кресчендо“ – Луиджи Керубини (1810)[1]
- „Кръстоносец в Египет“ – Джакомо Майербер (1824)[1]
- „Ксеркс“ – Георг Фридрих Хендел (1738)[1]
- „Куклена игра“ – Мануел де Файя[1]
- „Кукувицата“ – Франц Лехар (1896)[1]
- „Куликовската битка“ (Дмитрий Донски) – Антон Рубинщайн (1850)[1]
- „Купата на царя на Тюле“ – Жорж Бизе (1868)[1]

## Л
- „Ла Клеменза ди Тито“ – Кристоф Глук (1752)
- „Лагер в Силезия“ – Джакомо Майербер (1844)[1]
- „Лакме“ – Лео Делиб (1883)[1]
- „Легенда за свети Христофор“ (опера-мистерия) – Венсан д'Енди (1915)[1]
- „Лейди Макбет от Мценска околия“ – Дмитрий Шостакович (1932) (преработена 1962 като Катерина Измайлова)[1]
- „Лековерният“ – Доменико Чимароза (1792)[1]
- „Лекомислената благородница“ –Доменико Чимароза (1776)[1]
- „Лето 893“ – Парашкев Хаджиев (1972)[1]
- „Летящият холандец“ („Морякът скитник“) – Рихард Вагнер (1841)[1]
- „Либуша“ – Бедржих Сметана (1872)[1]
- „Ливиета и Траколо“ – Джовани Батиста Перголези[1]
- „Линда ди Шамуни“ – Гаетано Доницети (1842)[1]
- „Лодоиска“ – Луиджи Керубини (1791)[1]
- „Ловци на бисери“ – Жорж Бизе (1863)[1]
- „Лодолета“ – Пиетро Маскани (1917)[1]
- „Лоенгрин“ – Рихард Вагнер (1848)[1]
- „Ломбардци“ – Джузепе Верди (1843)[1]
- „Лорелай“ – Феликс Менделсон Бартолди (1847)[1]
- „Лотарио“ – Георг Фридрих Хендел (1729)[1]
- „Лотария“ – Станислав Монюшко (1840)[1]
- „Луд гидия“ – Парашкев Хаджиев (1959)[1]
- „Лудориите на Сталидура“ – Доменико Чимароза (1786)[1]
- „Лудост“ – Гаетано Доницети (1818)[1]
- „Луиза Милер“ – Джузепе Верди (1849)[1]
- „Лукреция“ – Оторино Респиги (1937)[1]
- „Лукреция Борджия“ – Гаетано Доницети (1833)[1]
- „Лучинда и Армидор“ – Джовани Паизиело (1775)[1]
- „Лучия ди Ламермур“ –Гаетано Доницети (1835)[1]
- „Лучио Сула“ – Волфганг Амадеус Моцарт (1772)[1]
- „Лъжливите философи“ – Джовани Паизиело (1775)[1]
- „Любовен гняв“ – Доменико Чимароза (1776)[1]
- „Любовен еликсир“ – Гаетано Доницети (1832)[1]
- „Любовта е изобретателна“ –Доменико Чимароза (1793)[1]
- „Любовта към трите портокала“ – Сергей Прокофиев (1919)[1]
- „Любовта лекар“ – Жан-Батист Люли (1665)[1]
- „Любовта на Диана“ – Клаудио Монтеверди[1]
- „Любовта на художника“ – Жорж Бизе (1860)[1]
- „Лястовичката“ – Джакомо Пучини (1917)[1]

## М
- „Мавърът“ – Игор Стравински (1922)[1]
- „Магиите на Мерлина и Зороастро“ – Доменико Чимароза (1773)[1]
- „Магьосникът“ – Жул Масне (1891)[1]
- „Мадалена“ – Сергей Прокофиев (1913)[1]
- „Мадам Бътърфлай“ – Джакомо Пучини (1904)[1]
- „Мазепа“ – Пьотър Чайковски (1883)[1]
- „Майка“ – Тихон Хренников (1956)[1]
- „Майска нощ“ – Николай Римски-Корсаков (1878)[1]
- „Майстори“ – Парашкев Хаджиев (1969)[1]
- „Макавей“ – Антон Рубинщайн (1874)[1]
- „Макбет“ – Джузепе Верди (1847)[1]
- „Малвина“ – Николо Дзингарели (1829)[4]
- „Малки виртуозни пътуващи артисти“ – Гаетано Доницети (1819)[1]
- „Малкият Марат“ – Пиетро Маскани (1921)[1]
- „Манастирска легенда“ – Веселин Стоянов (1930)[1]
- „Манон“ – Жул Масне (1884)[1]
- „Манон Леско“ – Джакомо Пучини (1893)[1]
- „Манру“ – Игнаци Падеревски (1901)[1]
- „Мантията“ (триптих; първа част – „Мантията“) – Джакомо Пучини (1918)[1]
- „Маргарите Анжуйска“ – Луиджи Керубини (1790)[1]
- „Маргарите Анжуйска“ – Джакомо Майербер (1820)[1]
- „Марино Фалиери“ – Гаетано Доницети (1835)[1]
- „Мария Виктория“ – Оторино Респиги (1909)[1]
- „Мария ди Роза“ –Гаетано Доницети[1]
- „Мария от Роан“ –Гаетано Доницети (1841)[1]
- „Мария Падила“ – Гаетано Доницети (1841)[1]
- „Мария Стюард“ –Гаетано Доницети (1834)[1]
- „Марк Атило“ – Алесандро Скарлати[1]
- „Маркиз Тулипано“ – Луиджи Керубини (1786)[1]
- „Марта“ – Фридрих Флотов (1847)[1]
- „Маските“ – Пиетро Маскани (1901)[1]
- „Матео Фалконе“ – Цезар Кюи (1907)[1]
- „Матилда ди Шабран“ – Джоакино Росини[1]
- „Мая“ – Руджеро Леонкавало (1910)[1]
- „Медея“ – Луиджи Керубини (1797)[1]
- „Медичи“ –Руджеро Леонкавало (1893)[1]
- „Мелеагър“ – Николо Дзингарели (1798)[4]
- „Меропа“ – Франческо Бианки (1797)[3]
- „Месенцио, цар на Етрурия“ – Луиджи Керубини (1782)[1]
- Месенцио, цар на Етрурия – Франческо Бианки (1786)[3]
- „Месинска невеста“ – Зденек Фибих (1883)[1]
- „Мечтата на Цинита“ – Венсан д'Енди (1923)[1]
- „Милосърдието на Тит“ – Кристоф Глук (1752)[1]
- Милосърдието на Тит – Волфганг Амадеус Моцарт (1791)[1]
- „Миньон“ – Амброаз Тома (1866)[1]
- „Мирей“ – Шарл Гуно (1864)[1]
- „Митридат Евпаторе“ – Алесандро Скарлати (1707)[1]
- „Митридат, цар понтийски“ – Волфганг Амадеус Моцарт (1770)[1]
- „Млада“ (опера-балет) – Цезар Кюи, Николай Римски-Корсаков, Модест Мусоргски, Александър Бородин, Лудвиг Минкус (1890)[1]
- „Младостта на Фигаро“ – Руджеро Леонкавало[1]
- „Младостта на Сид“ – Жорж Бизе[1]
- „Мнимата Армида“ – Доменико Чимароза (1777)[1]
- „Мнимата градинарка“ – Волфганг Амадеус Моцарт (1775)[1]
- „Мнимата парижанка“ –Доменико Чимароза (1773)[1]
- „Мнимата принцеса“ – Луиджи Керубини (1785)[1]
- „Мнимите благородници“ – Доменико Чимароза (1780)[1]
- „Мойсей“ – Антон Рубинщайн (1891)[1]
- „Мойсей в Египет“ – Джоакино Росини[1]
- „Момичето от златния Запад“ – Джакомо Пучини (1910)[1]
- „Момчил“ – Любомир Пипков (1944)[1]
- „Монако и Париж“ – Камий Сен-Санс (1911)[1]
- „Монтесума“ – Николо Дзингарели (1781)[4]
- „Мохамед II“ – Джоакино Росини[1]
- „Моцарт и Салиери“ – Николай Римски-Корсаков (1897)[1]
- „Моята баба“ – Жул Масне (1867)[1]
- „Муций Сцевола“ – Георг Фридрих Хендел (1721)[1]
- „Мълчаливата жена“ – Рихард Щраус (1935)[1]

## Н
- „Набуко (Навуходоносор) – Джузепе Верди (1842)[1]
- „Наварката“ – Жул Масне (1894)[1]
- „Наида“ – Фридрих Флотов (1865)[1]
- „Наказанието“ – Луиджи Керубини (1799)[1]
- „Наказаният пияница“ – Кристоф Глук (1760)[1]
- „На море“ („Флибустиер“) – Цезар Кюи[1]
- „Началото на един роман“ – Леош Яначек (1891)[1]
- „Невинната грешка“ – Алесандро Скарлати (1679)[1]
- „Невярната вярна“ – Доменико Чимароза (1779)[1]
- „Неговата сянка“ – Фридрих Флотов (1864)[1]
- „Немислими бракове“ –Доменико Чимароза (1784)[1]
- „Неочаквана сватба“ – Джовани Паизиело (1775)[1]
- „Неочаквана среща“ („Пилигрими в Мека“) – Кристоф Глук (1764)[1]
- Неочаквана среща – Йозеф Хайдн (1775)[1]
- „Неразумен съвет“ – Франческо Бианки (1796)[3]
- „Нерон“ („Любов, придобита с кръв и злодейство“) – Георг Фридрих Хендел (1704)[1]
- „Нерон“ – Антон Рубинщайн (1876)[1]
- „Нерон“ – Пиетро Маскани (1935)[1]
- „Никита Вершинин“ – Дмитрий Кабалевски (1954)[1]
- „Нина“ – Джовани Паизиело (1789)[1]
- „Новият Дон Кихот“ – Франческо Бианки (1788)[3]
- „Норма“ – Винченцо Белини (1831)[1]
- „Нос“ – Дмитрий Шостакович (1928)[1]
- „Нощите на Херкулес и Хеба“ – Кристоф Глук (1747)[1]
- „Нощта срещу Рождество“ – Николай Римски-Корсаков (1895)[1]
- „Нюрнбергските майстори певци“ – Рихард Вагнер (1867)[1]
- „Нямата горска девойка“ – Карл Мария фон Вебер (1800)[1]

## О
- „Оберон“ – Карл Мария фон Вебер (1826)[1]
- „Оберто – граф ди Сан Бонифачо“ – Джузепе Верди (1839)[1]
- „Обсадата на Кале“ – Гаетано Доницети (1836)[1]
- „Обсадата на Коринт“ (преработка на „Мохамед II“) – Джоакино Росини[1]
- „Обсадата на Харлем“ (преработка на „Битката при Леняно“) – Джузепе Верди (1852)[1]
- „Обсадената Китера“ – Кристоф Глук (1759)[1]
- „Огненият ангел“ – Сергей Прокофиев (1927)[1]
- „Одоардо и Джилдипа“ – Ото Николай (1840)[1]
- „Окървавената монахиня“ (незавършена) – Ектор Берлиоз (1847)[1]
- Окървавената монахиня – Шарл Гуно (1854)[1]
- „Олимпиада“ – Джовани Батиста Перголези (1735)[1]
- „Олимпиада“ – Франческо Бианки (1781)[3]
- „Олимпиада“ – Доменико Чимароза (1784)[1]
- „Олимпиада“ (незавършена) – Луиджи Керубини[1]
- „Олимпиада“ – Гаетано Доницети (1817)[1]
- „Омагьосаният замък“ – Станислав Монюшко (1864)[1]
- „Оперна репетиция“ – Густав Алберт Лорцинг[1]
- „Оправданата невинност“ („Весталка“) – Кристоф Глук (1755)[1]
- „Опричник“ – Пьотър Чайковски (1872)[1]
- „Оракулът на самнитите“ – Николо Дзингарели (1792)[4]
- „Оресте“ – Доменико Чимароза (1783)[1]
- „Орландо“ – Доменико Скарлати (1711)[1]
- „Орландо“ – Георг Фридрих Хендел (1733)[1]
- „Орлеанската дева“ – Пьотър Чайковски (1879)[1]
- „Орлето“ – Артур Онегер (1935)[1]
- „Орфей“ – Клаудио Монтеверди (1607)[1]
- „Орфей“ (преработка на операта на Монтеверди) – Оторино Респиги (1934)[1]
- „Орфей и Евридика“ – Кристоф Глук (1762) (1774)[1]
- Орфей и Евридика (Душата на философа) – Йозеф Хайдн (1791)[1]
- „Оръженосецът на Роланд“ – Густав Алберт Лорцинг (1840)[1]
- „Осем месеца в два часа“ – Гаетано Доницети (1827)[1]
- „Островът на Мерлен“ – Кристоф Глук (1758)[1]
- „Отвличане от сарая“ – Волфганг Амадеус Моцарт (1782)[1]
- „Отвличането на сабинянките“ – Николо Дзингарели (1799)[4]
- „Отегчителният“ – Жан-Батист Люли[1]
- „Отело, или венецианският мавър“ – Джоакино Росини[1]
- „Отело“ – Джузепе Верди (1886)[1]
- „От зло към добро“ – Алесандро Скарлати (1683)[1]
- „Откраднатата селянка“ – Джовани Паизиело[1]
- „Отмъщение“ („Хаджи Абрек“) – Антон Рубинщайн (1852)[1]
- „Отмъщението на Нино“ – Франческо Бианки (1790)[3]
- „Отон“ – Георг Фридрих Хендел (1723)[1]
- „Отчаяният Марио“ – Доменико Чимароза (1786)[1]
- „Оуен Уингрейв“ – Бенджамин Бритън (1970)[7]

## П
- „Падането на Аркона“ – Зденек Фибих (1899)[1]
- „Падането на гигантите“ – Кристоф Глук (1746)[1]
- „Палячо“ – Руджеро Леонкавало (1892)[1]
- „Пан-Войвода“ – Николай Римски-Корсаков (1903)[1]
- „Папагал“ – Антон Рубинщайн (1884)[1]
- „Парижанката“ – Гаетано Доницети (1833)[1]
- „Парижки художник“ – Доменико Чимароза (1781)[1]
- „Парии“ – Станислав Монюшко (1868)[1]
- „Парис и Елена“ – Кристоф Глук (1770)[1]
- „Парият“ – Гаетано Доницети (1829)[1]
- „Парсифал“ – Рихард Вагнер (1882)[1]
- „Партенопа“ – Георг Фридрих Хендел (1730)[1]
- „Пелеас и Мелизанда“ – Клод Дебюси (1902)[1]
- „Пенелопа“ – Николо Пичини (1785)[2]
- „Пенелопа“ – Доменико Чимароза (1794)[1]
- „Пепеляшка“ – Джоакино Росини[1]
- „Пепеляшка“ – Жул Масне (1899)[1]
- „Пепита Хименес“ – Исак Албениц[1]
- „Персей“ – Жан-Батист Люли (1682)[1]
- „Персефона“ – Игор Стравински (1933)[1]
- „Пертската красавица“ – Жорж Бизе (1866)[1]
- „Перукерът на управителката“ – Амброаз Тома (1849)[1]
- „Петер Шмол и неговите съседи“ – Карл Мария фон Вебер (1802)[1]
- „Пет милиона и нещо отгоре“ – Парашкев Хаджиев (1965)[1]
- „Пещерата на Трофонио“ – Антонио Салиери (1785)[1]
- „Пигмалион“ (опера-балет) – Жан-Филип Рамо (1748)[1]
- „Пигмалион“ – Луиджи Керубини (1809)[1]
- „Пигмалион“ – Гаетано Доницети (1816)[1]
- „Пидзаро“ – Франческо Бианки (1788)[3]
- „Пиер и Деметрио“ – Алесандро Скарлати (1694)[1]
- „Пиер и Катерина“ – Фридрих Флотов (1832)[1]
- „Пинота“ – Пиетро Маскани (1932)[1]
- „Пиратите“ – Гаетано Доницети (1822)[1]
- „Пиратът“ – Винченцо Белини (1827)[1]
- „Пир по време на чума“ – Цезар Кюи (1900)[1]
- „Пир, цар на Епир“ – Николо Дзингарели (1791)[4]
- „Питър Граймз“ – Бенджамин Бритън (1945)[1]
- „Пия от Птолемеите“ – Гаетано Доницети (1837)[1]
- „Победата на честта“ – Алесандро Скарлати[1]
- „Повест за истинския човек“ – Сергей Прокофиев (1948)[1]
- „Полиевкт“ – Гаетано Доницети (1839)[1]
- „Полиевкт“ – Шарл Гуно (1878)[1]
- „Помпей“ – Алесандро Скарлати (1683)[1]
- „По неволя брак“ – Жан-Батист Люли (1664)[1]
- „По неволя доктор“ – Шарл Гуно (1858)[1]
- „Порги и Бес“ – Джордж Гершуин (1935)[1]
- „Порос“ („Александър в Индия“) – Георг Фридрих Хендел (1731)[1]
- „Порос“ („Александър в Индия“) – Кристоф Глук (1744)[1]
- „Портретът“ – Франческо Бианки (1787)[3]
- „Портретът на Манон“ – Жул Масне (1894)[1]
- „Португалската хотелиерка“ – Луиджи Керубини (1798)[1]
- „Последният ден на Помпей“ (опера-балет) – Клаудио Монтеверди[1]
- „Постоянна любов“ – Доменико Чимароза (1782)[1]
- „Потопът“ – Гаетано Доницети (1830)[1]
- „Потъналата камбана“ (недовършена) – Морис Равел[1]
- Потъналата камбана – Оторино Респиги (1932)[1]
- „Похищението на Лукреция“ – Бенджамин Бритън (1946)[1]
- „Похождението на безделника“ – Игор Стравински (1951)[1]
- „Празникът на Аполон“ – Кристоф Глук (1769)[1]
- „Празници на любовта и на Бакхус“ – Жан-Батист Люли (1672)[1]
- „Празниците на Хебе“ (опера-балет) – Жан-Филип Рамо (1739)[1]
- „Предварително подписаният договор, или коя е жена ми“ – Франческо Бианки (1804)[3]
- „Преодоляната пречка“ („Избегнатото задължение“) – Доменико Чимароза (1795)[1]
- „Престорената робиня“ – Кристоф Глук (1758)[1]
- „Престорената скромност“ („Мнимата простота“) – Волфганг Амадеус Моцарт (1768)[1]
- „Признателна Европа“ – Антонио Салиери (1780)[1]
- „Приказка за лисицата, петела, котарака и овена“ – Игор Стравински (1917)[1]
- „Приказка за цар Салтан“ – Николай Римски-Корсаков (1900)[1]
- „Примирението на Тантала“ – Зденек Фибих (1890)[1]
- „Припознатата Семирамида“ – Кристоф Глук (1748)[1]
- „Прищевките на графа“ – Доменико Чимароза (1772)[1]
- „Приятелят Фриц“ – Пиетро Маскани (1891)[1]
- „Пробни любовници“ –Доменико Чимароза (1786)[1]
- „Пробният камък“ – Джоакино Росини[1]
- „Продадена невеста“ – Бедржих Сметана (1866)[1]
- „Прозерпина“ – Жан-Батист Люли (1680)[1]
- „Прозерпина“ – Камий Сен-Санс (1887)[1]
- „Пролетта пее“ – Дмитрий Кабалевски (1957)[1]
- „Пролог“ – Кристоф Глук (1767)[1]
- „Пропаднали заговори“ – Доменико Чимароза (1791)[1]
- „Пророкът“ – Джакомо Майербер (1849)[1]
- „Просешка опера“ – Бенджамин Бритън (1948)[1]
- „Пръстенът на нибелунгите“ (тетралогия) – Рихард Вагнер[1]
- „Психея“ (опера-балет) – Жан-Батист Люли (1678)[1]
- „Психея“ – Амброаз Тома (1857)[1]
- „Псковитянката“ – Николай Римски-Корсаков (1872)[1]
- „Птолемей“ – Георг Фридрих Хендел (1728)[1]
- „Птолемей и Александър“ – Доменико Скарлати (1711)[1]
- „Пуритани“ – Винченцо Белини (1835)[1]
- „Пустинният остров“ – Йозеф Хайдн (1779)[1]
- „Първата целувка“ – Руджеро Леонкавало[1]
- „Пътешествията на пан Броучек“ – Леош Яначек (1917)[1]

## Р
- „Радамисто“ – Георг Фридрих Хендел (1720)[1]
- „Разбойници“ – Джузепе Верди (1847)[1]
- „Разгневените жени“ – Николо Пичини (1754)[9]
- „Раймонд“ – Амброаз Тома (1851)[1]
- „Ранцау“ – Пиетро Маскани (1892)[1]
- „Ратаят от фермата“ – Цезар Франк (1852)[1]
- „Регина“ – Густав Алберт Лорцинг (1848)[1]
- „Рейнско злато“ (първа част от „Пръстенът на нибелунгите“) – Рихард Вагнер (1854)[1]
- „Реката на Кронцнепите“ – Бенджамин Бритън (1964)[1]
- „Рено“ – Жан-Батист Люли[1]
- „Рибарки“ – Йозеф Хайдн (1769)[1]
- „Риголето“ – Джузепе Верди (1851)[1]
- „Риенци“ – Рихард Вагнер (1840)[1]
- „Рикардо и Зораида“ – Джоакино Росини[1]
- „Рим“ – Жул Масне (1912)[1]
- „Риналдо“ – Георг Фридрих Хендел (1711)[1]
- „Рита“ – Гаетано Доницети[1]
- „Рицарят Ал. Роланд“ – Йозеф Хайдн (1780)[1]
- „Рицарят Ролан“ – Кристоф Глук[1]
- „Рицарят Пасман“ – Йохан Щраус-син (1892)[1]
- „Рицимер“ – Николо Дзингарели (1785)[4]
- „Ричард I“ – Георг Фридрих Хендел (1727)[1]
- „Ричард II“ – Хенри Пърсел[1]
- „Роберт дяволът“ – Джакомо Майербер (1830)[1]
- „Робинята Камоенша“ – Фридрих Флотов (1843)[1]
- „Роб Рой“ –Фридрих Флотов (1833)[1]
- „Рогдана“ (скицирана) – Александър Даргомижки[1]
- „Роделинда“ – Георг Фридрих Хендел (1725)[1]
- „Родоначалникът“ – Камий Сен-Санс (1906)[1]
- „Родриго“ –Георг Фридрих Хендел (1707)[1]
- Родриго – Франц Лехар (1893)[1]
- „Розамунда от Англия“ – Гаетано Доницети (1834)[1]
- „Розаура“ – Алесандро Скарлати (1690)[1]
- „Ролан“ – Жан-Батист Люли (1685)[1]
- „Роланд“ – Николо Пичини (1778)[2]
- „Ролан от Берлин“ – Руджеро Леонкавало (1904)[1]
- „Романтичката и черният човек“ – Гаетано Доницети (1831)[1]
- „Романът на Елвира“ – Амброаз Тома (1855)[1]
- „Ромео и Жулиета“ – Шарл Гуно (1867)[1]
- „Ромилда и Констанца“ – Джакомо Майербер (1817)[1]
- „Русалка“ – Александър Даргомижки (1855)[1]
- „Русалка“ – Антонин Дворжак (1900)[1]
- „Руслан и Людмила“ – Михаил Глинка (1842)[1]
- „Рюбецал“ – Карл Мария фон Вебер (1805)[10]

## С
- „Сабинянски юли“ – Луиджи Керубини (1787)[10]
- „Савската царица“ – Шарл Гуно (1862)[10]
- „Садко“ (опера-балет) – Николай Римски-Корсаков (1896)[10]
- „Сакунтала“ – Игнаци Падеревски[10]
- „Саламбо“ (незавършена) – Модест Мусоргски (1866)[10]
- „Саламбо“ – Веселин Стоянов (1940)[10]
- „Салджия“ – Станислав Монюшко (1858)[10]
- „Саломе“ – Рихард Щраус (1905)[10]
- „Самсон“ – Жан-Филип Рамо (1732)[10]
- „Самсон и Далила“ – Камий Сен-Санс (1877)[10]
- „Сарацинът“ – Цезар Кюи (1898)[10]
- „Сафо“ – Шарл Гуно (1851)[10]
- „Сафо“ – Жул Масне (1897)[10]
- „Сватба“ – Доменико Чимароза (1779)[10]
- „Сватба във вила“ – Гаетано Доницети (1819)[10]
- „Сватбата“ (унищожена) – Рихард Вагнер (1833)[10]
- „Сватбата на Еней с Лавиния“ – Клаудио Монтеверди[10]
- „Сватбата на Камачо“ – Феликс Менделсон Бартолди (1825)[10]
- „Сватбата на Фигаро“ – Волфганг Амадеус Моцарт (1786)[10]
- „Сватби на бал“ – Доменико Чимароза (1776)[10]
- „Северната звезда“ – Джакомо Майербер (1854)[10]
- „Севилският бръснар“ – Джовани Паизиело (1782)[10]
- Севилският бръснар (Алмавива или напразна предпазливост) – Джоакино Росини[10]
- „Селевк, крал на Сирия“ – Франческо Гаспарини (1705)[5]
- Селевк, крал на Сирия – Франческо Бианки (1791)[5]
- „Селико“ (незавършена) – Луиджи Керубини[10]
- „Селска идилия“ – Станислав Монюшко (1843)[10]
- „Селска чест“ – Пиетро Маскани (1890)[10]
- „Селянинът хитрец“ – Антонин Дворжак (1877)[10]
- „Семейството на Тарас“ – Дмитрий Кабалевски (1950)[10]
- „Семирамида“ – Джовани Паизиело (1772)[10]
- „Семирамида“ – Антонио Салиери[10]
- „Семирамида“ – Джоакино Росини[10]
- „Семирамида“ – Оторино Респиги (1910)[10]
- „Семьон Котко“ – Сергей Прокофиев (1939)[10]
- „Сен Мар“ – Шарл Гуно (1877)[10]
- „Сеньор Брускино“ – Джоакино Росини[10]
- „Сервилия“ – Николай Римски-Корсаков (1901)[10]
- „Сестра Анджелика“ (втора част на триптиха „Мантията“) – Джакомо Пучини (1918)[10]
- „Сестри“ – Дмитрий Кабалевски (1968)[10]
- „Сигизмунд“ – Джоакино Росини[10]
- „Сид“ – Амброаз Тома (1849)[10]
- „Сид“ – Жул Масне (1885)[10]
- „Силамиф“ – Антон Рубинщайн (1883)[10]
- „Силата на любовта и виното“ – Карл Мария фон Вебер (1799)[10]
- „Силата на съдбата“ – Джузепе Верди (1862) (нова редакция – 1869)[10]
- „Силвана“ –Карл Мария фон Вебер (1810)[10]
- „Силвано“ – Пиетро Маскани (1895)[10]
- „Силвия“ – Доменико Скарлати (1710)[10]
- „Симоне Боканегра“ – Джузепе Верди (1857) (нова редакция – 1881)[10]
- „Синът на мандарина“ – Цезар Кюи (1859)[10]
- „Сиракът“ – Джовани Паизиело (1764)[10]
- „Сирано дьо Бержерак“ – Парашкев Хаджиев (1973)[10]
- „Сиромахкиня“ – Емануил Манолов (1899)[10]
- „Сицилианска вечерня“ – Джузепе Верди (1855)[10]
- „Сицилянецът, или любовта-живописец“ – Жан-Батист Люли[10]
- „Сказание за невидимия град Китеж и девойката Феврония“ – Николай Римски-Корсаков (1904)[10]
- „Скъперникът“ – Франческо Бианки (1804)[3]
- „Скъперникът-рицар“ („Алчният цар“) – Сергей Рахманинов (1904)[10]
- „Славеят“ – Игор Стравински (1910)[10]
- „Слугинята господарка“ – Джовани Батиста Перголези (1733)[10]
- „Случаят прави страха“ – Джоакино Росини[10]
- „Смешните любовници“ – Доменико Чимароза (1778)[10]
- „Смешният дуел“ – Джовани Паизиело (1774)[10]
- „Смутеният Парнас“ – Кристоф Глук (1765)[10]
- „Смърт във Венеция“ – Бенджамин Бритън (1973)[10]
- „Смъртта на Клеопатра“ – Франческо Бианки (1801)[3]
- „Смъртта на Митридат“ – Николо Дзингарели (1797)[4]
- „Смъртта на Хиподамия“ – Зденек Фибих (1891)[10]
- „Смъртта на Цезар“ – Франческо Бианки (1788)[5]
- Смъртта на Цезар – Николо Дзингарели (1790)[4]
- „Снежанка“ – Николай Римски-Корсаков (1871)[10]
- „Снежният богатир“ (детска) – Цезар Кюи (1906)[10]
- „Созарм“ – Георг Фридрих Хендел (1732)[10]
- „Сомнамбула“ – Винченцо Белини (1831)[10]
- „Сорочински панаир“ (довършена от Цезар Кюи, преработена от В. Шебалин) – Модест Мусоргски[10]
- „Софонисба“ – Кристоф Глук (1744)[10]
- „Спорът на боговете“ –Кристоф Глук (1749)[10]
- „Спящата красавица“ – Оторино Респиги (1922)[10]
- „Сражението на Танкред и Клоринда“ – Клаудио Монтеверди (1624)[10]
- „Сребърното звънче“ – Камий Сен-Санс (1877)[10]
- „Сред разбойниците“ – Антон Рубинщайн (1883)[10]
- „Старият ревнивец“ – Доменико Чимароза (1796)[10]
- „Статира“ – Алесандро Скарлати (1690)[10]
- „Стифелио“ – Джузепе Верди (1850)[10]
- „Странната дама“ – Франческо Бианки (1791)[3]
- „Странниците на любовта“ – Доменико Чимароза (1779)[10]
- „Странно недоразумение“ – Джоакино Росини[10]
- „Стрела от Кастилия“ – Гаетано Доницети (1832)[10]
- „Сула“ – Георг Фридрих Хендел (1714)[10]
- „Сцена из живота на Моцарт“ – Густав Алберт Лорцинг (1832)[10]
- „Сципион“ –Георг Фридрих Хендел (1726)[10]
- „Сципион Африкански“ – Франческо Бианки (1787)[3]
- „Съдба“ – Леош Яначек (1904)[10]
- „Сън в лятна нощ“ – Амброаз Тома (1850)[10]
- „Сън в лятна нощ“ – Хенри Пърсел[10]
- „Сън в лятна нощ“ – Бенджамин Бритън (1960)[10]
- „Сънят на Сципион“ – Волфганг Амадеус Моцарт (1772)[10]
- „Съперници“ – Доменико Чимароза (1780)[10]
- „Съпружеско произшествие“ –Доменико Чимароза (1780)[10]

## Т
- „Таис“ – Жул Масне (1894)[10]
- „Тайната“ – Бедржих Сметана (1878)[10]
- „Тайните съдии“ – Ектор Берлиоз (1828)[10]
- „Тайният брак“ – Доменико Чимароза (1792)[10]
- „Така каза кралят“ – Лео Делиб (1873)[10]
- „Така правят всички“ – Волфганг Амадеус Моцарт (1790)[10]
- „Тамерлан“ – Георг Фридрих Хендел (1724)[10]
- „Танкред“ – Джоакино Росини[10]
- „Танхойзер и състезанието на певците във Вартбург“ – Рихард Вагнер (1845)[10]
- „Танц“ – Кристоф Глук (1755)[10]
- „Тарара, или добродетелта се възнаграждава“ – Франческо Бианки (1793)[3]
- „Тараре“ – Антонио Салиери (1787)[10]
- „Татяна“ (преработка на „Кукувицата“) – Франц Лехар (1905)[10]
- „Твърдоглавци“ – Антонин Дворжак (1874)[10]
- „Тезей“ – Жан-Батист Люли (1675)[10]
- „Тезей“ – Георг Фридрих Хендел (1712)[10]
- „Телемах“ („Островът на Цирцея“) – Кристоф Глук (1765)[10]
- „Теодоро“ – Джовани Паизиело (1783)[10]
- „Теодосий или силата на любовта“ – Хенри Пърсел[10]
- „Теодосия“ – Ото Николай (1840)[10]
- „Тереза“ – Жул Масне (1907)[10]
- „Тетида“ – Кристоф Глук (1760)[10]
- „Тетид в Сцир“ – Доменико Скарлати (1712)[10]
- „Тигран“ –Кристоф Глук (1743)[10]
- „Тигране“ – Алесандро Скарлати[10]
- „Тимон Атински“ – Хенри Пърсел[10]
- „Торвалдо и Дорлиска“ – Джоакино Росини[10]
- „Торквато Тасо“ – Гаетано Доницети (1833)[10]
- „Тоска“ – Джакомо Пучини (1899)[10]
- „Травиата“ – Джузепе Верди (1853)[10]
- „Тракийските любовници“ – Доменико Чимароза (1793)[10]
- „Тримата любовници“ –Доменико Чимароза (1777)[10]
- „Тримата Пинтос“ (незавършена) – Карл Мария фон Вебер (1821)[10]
- „Тристан и Изолда“ – Рихард Вагнер (1859)[10]
- „Трите благородни камъка“ – Густав Алберт Лорцинг[10]
- „Триумф на любовта“ (опера-балет) – Жан-Батист Люли (1681)[10]
- „Триумфът на Клелия“ – Кристоф Глук (1763)[10]
- „Триумфът на мира“ – Франческо Бианки (1782)[3]
- „Троянци“ – Ектор Берлиоз (1858)[10]
- „Трубадур“ – Джузепе Верди (1853)[10]
- „Турандот“ – Феручо Бузони (1917)[10]
- Турандот – Джакомо Пучини (1924)[10]
- „Турчин в Италия“ – Джоакино Росини[10]
- „Търговецът Калашников“ – Антон Рубинщайн (1879)[10]
- „Тържеството на Бакхус“ (опера-балет) – Александър Даргомижки (1848)[10]

## У
- „Уго, граф от Париж“ – Гаетано Доницети (1832)[10]
- „Уилям Ратклиф“ – Цезар Кюи (1868)[10]
- Уилям Ратклиф – Пиетро Маскани (1895)[10]
- „Укротяване на опърничевата“ – Висарион Шебалин[10]
- „Ундина“ – Густав Алберт Лорцинг (1845)[10]
- „Ундина“ – Пьотър Чайковски (1869)[10]
- „Унищоженият Йерусалим“ – Николо Дзингарели (1794)[4]
- „Учените жени“ – Антонио Салиери (1770)[10]

## Ф
- „Фаворитката“ – Гаетано Доницети (1840)[10]
- „Фаетон“ – Жан-Батист Люли (1683)[10]
- „Фалстаф“ – Антонио Салиери[10]
- „Фалстаф“ – Джузепе Верди (1886)[10]
- „Фалшивата принцеса“ – Франческо Бианки (1784)[3]
- „Фалшивият астролог“ – Франческо Бианки (1790)[3]
- „Фанатикът на старите римляни“ – Доменико Чимароза (1777)[10]
- „Фанатичен шут“ – Доменико Чимароза (1787)[10]
- „Фаниска“ – Луиджи Керубини (1806)[10]
- „Фантастичният ботуш“ – Оторино Респиги (1919)[10]
- „Фанфула“ – Пиетро Маскани (1898)[10]
- „Фарамандо“ – Георг Фридрих Хендел (1738)[10]
- „Фауст“ – Шарл Гуно (1859)[10]
- „Фауста“ – Гаетано Доницети (1832)[10]
- „Феите“ – Рихард Вагнер (1834)[10]
- „Фелдфебелът от Четвърти полк“ (Полкът и неговият син) – Густав Алберт Лорцинг (1832)[10]
- „Фенерът“ – Витеслав Новак (1922)[10]
- „Фераморс“ – Антон Рубинщайн (1862)[10]
- „Фервал“ – Венсан д'Енди (1895)[10]
- „Фиделио“ – Лудвиг ван Бетховен (1805) (преработка – 1806) (преработка – 1814)[10]
- „Фиеско“ – Едуард Лало (1865)[10]
- „Филемон и Бавкида“ – Шарл Гуно (1860)[10]
- „Флавий“ – Георг Фридрих Хендел (1723)[10]
- „Флоридант“ – Георг Фридрих Хендел (1721)[10]
- „Фомка глупакът“ – Антон Рубинщайн (1852)[10]
- „Франческа да Римини“ – Амброаз Тома (1889)[10]
- „Франческа да Римини“ – Сергей Рахманинов (1904)[10]
- „Франческа от Фоа“ – Гаетано Доницети (1831)[10]
- „Фредегонда“ – Камий Сен-Санс (1895)[10]
- „Френският дезертьор“ – Франческо Бианки (1785)[5]
- „Фрина“ – Камий Сен-Санс (1893)[10]
- „Фрол Скобеев“ – Тихон Хренников (1950)[10]

## Х
- „Хайде да играем на опера“ (детска) – Бенджамин Бритън (1949)[10]
- „Халка“ – Станислав Монюшко (1847)(преработка – 1858)[10]
- „Хамлет“ – Амброаз Тома (1868)[10]
- „Ханс Закс“ – Густав Алберт Лорцинг (1840)[10]
- „Хенрих VIII“ – Камий Сен-Санс (1883)[10]
- „Херкулес“[10]
- „Херкулес на кръстопът“ – Джовани Паизиело (1780)[10]
- „Херувим“ – Жул Масне (1905)[10]
- „Хипермнестра“ – Кристоф Глук (1744)[10]
- „Хиподамия“ (Иподамия) – Зденек Фибих (1889)[10]
- „Хитрата лисичка“ – Леош Яначек (1923)[10]
- „Хитър Петър“ – Веселин Стоянов (1945)[10]
- „Хованщина“ (довършена от Римски-Корсаков) – Модест Мусоргски (1886)[10]
- „Хорациите и Куриациите“ – Николо Дзингарели (1795)[4]
- „Хорациите и Куриациите“ – Доменико Чимароза (1796)[10]
- „Храмовникът“ – Ото Николай (1840)[10]
- „Храмът на мира“ (опера-балет) – Жан-Батист Люли (1685)[10]
- „Хризелда“ – Жул Масне (1901)[10]
- „Христос“ – Антон Рубинщайн (1893)[10]
- „Хубавата воденичарка“ – Джовани Паизиело (1788)[10]
- „Хубавата затворничка, Оливо и Паскуале“ – Гаетано Доницети (1827)[10]
- „Хугеноти“ – Джакомо Майербер (1835)[10]

## Ц
- „Цаира“ – Винченцо Белини (1829)[10]
- „Цар и дърводелец“ – Густав Алберт Лорцинг (1837)[10]
- „Цар Калоян“ – Панчо Владигеров (1936)[10]
- „Цар Мидас има магарешки уши“ – Парашкев Хаджиев (1976)[10]
- „Цвета“ (Македонска кървава сватба) – маестро Георги Атанасов (1924)[10]
- „Целувката“ – Бедржих Сметана (1876)[10]
- „Цигани“ – Руджеро Леонкавало[10]
- „Циганката“ – Гаетано Доницети (1822)[10]

## Ч
- „Чакайте ме на куковден“ – Венсан д'Енди (1882)[10]
- „Чародейка“ – Фридрих Флотов (1878)[10]
- „Чародейка“ – Пьотър Чайковски (1887)[10]
- „Чатертон“ – Руджеро Леонкавало (1896)[10]
- „Чашата на тулския крал“ – Жул Масне (1867)[10]
- „Червената шапчица“ (детска) – Цезар Кюи (1911)[10]
- „Черевички“ – Пьотър Чайковски (1885)[10]
- „Честност в любовта“ – Алесандро Скарлати (1683)[10]
- „Чудна вода“ – Станислав Монюшко (1842)[10]
- „Чужденецът“ – Венсан д'Енди (1901)[10]
- „Чужденката“ – Винченцо Белини (1829)[10]

## Ш
- „Шарка“ – Леош Яначек (1887)[10]
- „Шарка“ – Зденек Фибих (1897)[10]
- „Швейцарска хижа“ – Станислав Монюшко (1852)[10]

## Щ
- „Щастливата измама“ – Джоакино Росини[10]

## Ю
- „Юдит (опера)“ – Артур Онегер (1926)[10]
- „Юлий Цезар“ – Георг Фридрих Хендел (1724)[10]
- „Юлска нощ“ – Парашкев Хаджиев (1964)[10]
- „Юстин“ – Георг Фридрих Хендел (1737)[10]

## Я
- „Якобинецът“ – Антонин Дворжак (1888) (преработка 1897)[10]
- „Янините девет братя“ – Любомир Пипков (1932)[10]